# SN 2002ie
SN 2002ie – supernowa typu Ia odkryta 29 października 2002 roku w galaktyce A013853+0059. W momencie odkrycia miała maksymalną jasność 20,50m.